# 海を飛ぶ夢
『海を飛ぶ夢』（うみをとぶゆめ、西: Mar adentro,英: The Sea Inside）は、2004年のスペイン・フランス・イタリア合作の伝記映画。原題はスペイン語で「内なる海」の意味。
25歳の時に頸椎を損傷し、以来30年近くものあいだ全身の不随と闘った実在の人物、ラモン・サンペドロの手記『地獄からの手紙』（西: Cartas desde el Infierno; 1996）をもとに、尊厳死を求めて闘う主人公を描いたドラマ。
ハビエル・バルデムのメイクアップも話題になった。

## ストーリー
ノルウェー船の搭乗員として世界中を旅していたラモンだったが、25歳の夏、ある事故で首より下が不随となってしまう。
それ以来、実家で寝たきりの生活となったラモンは、農夫の兄ホセとその妻マヌエラなど家族の献身的な世話に支えられ余生を送っていた。だが事故から26年後、「依存する人生」に絶望したラモンは自らの死を渇望する。尊厳死を望むラモンとその家族・友人の葛藤や、それを取巻く様々な問題を描いたヒューマンドラマ。
尊厳死団体のジェネ、弁護士のフリア、子連れで離婚したロサと出会う。フリアは無料で弁護を引き受け、住み込みでラモンとコミュニケーションを取り、情報を集める。その過程でラモンはフリアに想いを寄せていく。尊厳死の法廷での闘いの最中、フリアが発作で倒れてしまう。進行性の難病を患い人生に絶望を抱えていたフリアは、自らも尊厳死を迎える決意をし、ラモンとともに誰も犯罪にならずに済むよう死の計画を立てる。この時、ラモンは書き溜めていた詞を出版する計画を立てており、フリアは出版社を捜してスペインを飛び回っていた。
しかし、出版社が見つかりラモンの自伝が製本された頃、フリアは認知症を発症し、もはやフリアの協力でラモンは死を遂げることができなくなる手紙が届く。そのためラモンに思いを寄せ執拗に付きまとっていたロサや友人たちの協力の下、遠く離れた郊外で誰の殺人の罪にもならないように綿密に計画した、自殺計画をロサの「手伝い」のもと行うことにする。ビデオカメラをまわし、最後のメッセージを残し、青酸カリを飲み死亡する。フリアは症状が進みながら、海の見える家で夫と暮らしていく。

## キャスト
※括弧内は日本語吹替
- ラモン - ハビエル・バルデム（大塚明夫）： 元船乗り。
- フリア - ベレン・ルエダ（スペイン語版）（高島雅羅）： 弁護士。
- ロサ - ロラ・ドゥエニャス（紗ゆり）： シングルマザーのラジオDJ。
- ジェネ - クララ・セグラ（スペイン語版）（唐沢潤）： 尊厳死団体のメンバー。
- マヌエラ - マベル・リベラ（スペイン語版）（久保田民絵）： ホセの妻。
- ホセ - セルソ・ブガーリョ（スペイン語版）（幹本雄之）： ラモンの兄。

## 受賞歴
- 2004年 第61回ヴェネツィア国際映画祭審査員特別賞、男優賞受賞。
- 2004年 ヨーロッパ映画賞監督賞、男優賞受賞。
- 2005年 第77回アカデミー外国語映画賞受賞。
- 2005年 第62回ゴールデングローブ賞 外国語映画賞受賞。
- 2005年 インディペンデント・スピリット賞外国映画賞。
- 2005年 第19回ゴヤ賞で作品賞、監督賞、脚本賞、主演男優賞、主演女優賞など14部門で受賞。
- 2005年 第10回放送映画批評家協会賞外国語映画賞受賞。

## 影響
この映画を受けて、死ぬ権利や、それまでカトリック的思想に基づいて一概に「非道徳的」とされていた安楽死に関する話がスペインで話題となった。当時、自殺幇助はスペインの刑法143条で処罰の対象となっていた。安楽死の権利などを議題に掲げている社会労働党に属する人物で、スペインの首相であったホセ・ルイス・ロドリゲス・サパテロは閣僚らとともに同作のプレミア試写会に参加するなどしていたものの、公約実現のための時間がないため、ベルギーやオランダと同じように合法化するほどの優先事項ではないとしていた。しかし、安楽死と自殺幇助を求める運動を行った医療関係者などによる団体「Federación de Asociación de Defensa de la Sanidad Pública」を始めとした団体と、安楽死の合法化に反対する「Organización Médica Colegial(OMC)」や「Standing Committee of European Doctors」などの団体を始めとして安楽死の話題が高まったことから、スペインでは2004年9月に議会でElena Salgado厚生労働大臣が政府が任期中に安楽死合法化を行うことはないという意向と、緩和ケアの改善やリビング・ウィルの記録の作成などの措置を行うことを発表するまでに至った。
その後も『海を飛ぶ夢』は安楽死合法化に対する民意を高める作品となり、2021年3月18日にはペドロ・サンチェス政権下で安楽死と合法化と自殺幇助合法化に関する法案が可決され、スペインは欧州で4番目に安楽死と自殺幇助を合法化した国となった。